# Forcé
Forcé település Franciaországban, Mayenne megyében. Lakosainak száma 1096 fő (2022. január 1.). Forcé Bonchamp-lès-Laval, Entrammes és Parné-sur-Roc községekkel határos.

## Népesség
A település népességének változása:
| Lakosok száma | 342  | 635  | 809  | 999  | 975  | 1035 | 1099 | 1096 | 1089 | 1096 |
|               | 1968 | 1982 | 1990 | 2006 | 2013 | 2015 | 2017 | 2019 | 2020 | 2022 |